# Demofoonte
Demofoonte és una òpera en tres actes composta per Baldassare Galuppi sobre un llibret italià de Pietro Metastasio. S'estrenà al Teatro Buen Retiro de Madrid el 18 de desembre de 1749.
El 1751 es representà al Teatre de la Santa Creu de Barcelona.